# Osiedle Ogrody (Siedlce)

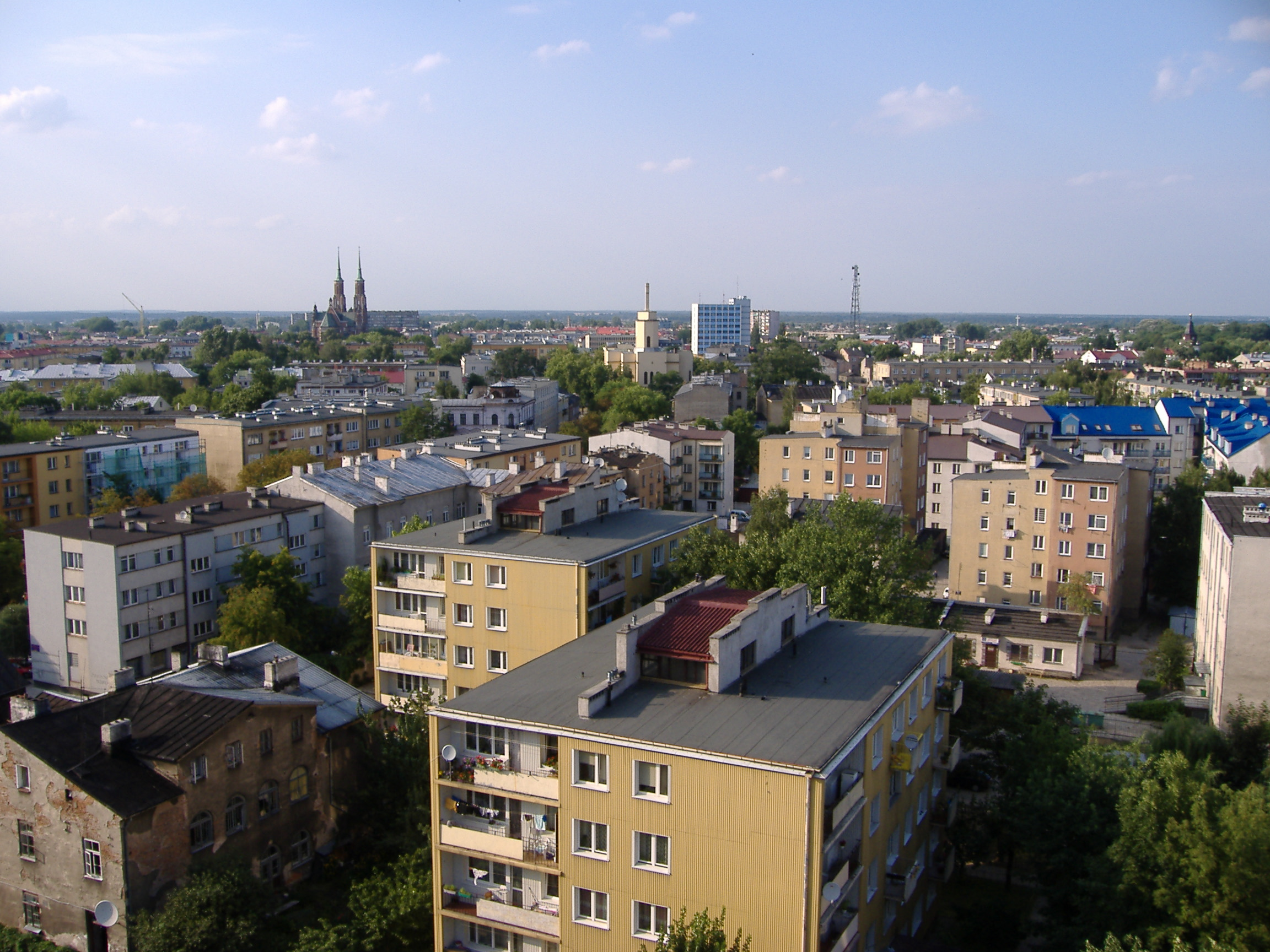
Osiedle Ogrody

Osiedle Ogrody – osiedle w Siedlcach, leży w centralno-wschodniej części miasta. Osiedle zajmuje obszar ok. 5 ha i w całości zabudowane jest blokami (4-piętrowymi). Osiedle powstało w latach 1970–1975 kiedy to kilka małych spółdzielni mieszkaniowych połączyło się z Siedlecką Spółdzielnię Mieszkaniową (SSM).
Do połowy 2017 r. ma powstać pod torami kolejowymi tunel łączący ul. Kilińskiego i ul. Składową.

## Położenie
Osiedle znajduje się pomiędzy ulicami:
- L. Solskiego i J. Woszczerowicza (od północy),
- Floriańska (od wschodu),
- J. Kilińskiego i ks. P. Ściegiennego (od zachodu).
- 3 Maja i ks. I. Skorupki (od południa)

Osiedle graniczy z:
- Os. Młynarska (od wschodu),
- dzielnicą Śródmieście (od północy),
- domi jednorodzinnymi (od południa i zachodu)

## Ważniejsze obiekty
- Miejskie Przedszkole nr 4 i nr 13
- Publiczne Gimnazjum nr 3 im. T. Kościuszki ul. Sekulska 10 (z oddz. integracyjnymi)